# ENCODE
DNA元件百科全书（英語：Encyclopedia of DNA Elements，简称为ENCODE项目）是一个由美国国家人类基因组研究所(NHGRI)在2003年9月发起的一项公共联合研究项目，旨在找出人类基因组中所有功能组件。
这是既完成人类基因组计划后国家人类基因组研究所开始的最重要的项目之一。
所有在该项目中产生的数据都会被迅速的在公共数据库中公开。

## ENCOD项目
ENCODE分三个阶段实施：试验阶段，技术发展阶段，和生产阶段。

### ENCODE一期项目：试验项目
试验项目测试和比较现有方法进行严格分析一个所定义的人类基因组序列的一部分。

### ENCODE二期项目：生产阶段项目

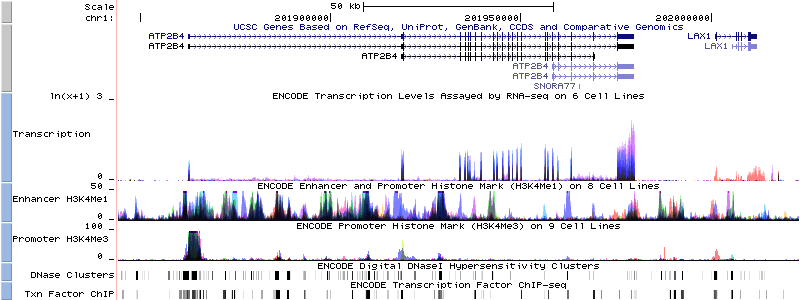
ENCODE数据的图像，在UCSC Genome Browser。 This shows several tracks containing information on gene regulation. The gene on the left (ATP2B4) is transcribed in a wide variety of cells. The gene on the right is only transcribed in a few types of cells, including embryonic stem cells.

2007年9月，国家人类基因组研究所（NHGRI）开始了ENCODE项目生产阶段的拨款。在这个阶段，目标是分析整个基因组，并进行“额外中试规模研究”。
作为试点项目，生产工作被组织作为一个开放的联盟。 2007年10月，国家人类基因组研究所（NHGRI）在四年期间获拨款总额超过$8000万美元。生产阶段还包括一个数据协调中心，数据分析中心，和技术开发工作。当时该项目发展成为一个真正的全球性企业，涉及来自世界各地的32个实验室的440名科学家。

#### 生产阶段结果
2012年9月5日，该项目的初步结果被整理为30篇论文并同时发表于多个刊物，包括6篇论文在《自然》、6篇论文在《基因组生物学》及18篇论文在《基因组研究》上。
最引人注目的发现是，人类DNA有生物活性的分数大于以前估计中即使是最乐观的估计还要高得多。这些发表的论文显示人类基因组内的非编码DNA至少80%是有生物活性的，而非像之前认为的仅仅是“垃圾”。这个结果非常重要，因为人类基因组中98%的DNA是非编码的，意味着它们并不直接编码任何蛋白质序列。